# 大西别墅
大西别墅，即延安西路1453弄小区，始建于1924年，是上海市长宁区华阳路街道境内的一处花园里弄小区，因延安西路旧称大西路而得名。初建有别墅17幢，仿英国乡村别墅式，均为砖木三层结构，建筑面积约6000平方米。
2005年，该小区建筑被列为第四批上海市优秀历史建筑。

## 历史
大西别墅小区坐落处原为法华乡农田，自1922年上海公共租界工部局越界筑大西路后，两侧开始兴起花园住宅。
1924年前此处曾有紫罗兰舞厅，后因亏本歇业。1924年后，某英商地产公司于此建住宅17幢，每幢占地约700平方米，住宅内水电和卫生设施均齐全，曾是沪西地区颇有名望的高级住宅区。大西别墅在当时每幢价值黄金800到1000两。
1937年后上海沦陷，大西别墅成为陈绍妫的房产。抗日战争结束后，陈绍妫被认定为汉奸，其财产除留家属生活费用外均应没收。但因陈绍妫早将该小区委托给原美商普益地产公司经租，后又利用关系，打通关节，将其产权户名变更为陈绍妫的亲家林月卿和洪瑞祥名下，因而苏浙皖区敌伪产业处理局和中央信托局敌伪产业清理处没有接收到陈的财产。而在三反五反运动中，林月卿和洪瑞祥向政府坦白交待了为陈绍妫隐匿财产的事实，后上海市人民政府对其宽大处理；知情却继续转买转卖者则受到了当局惩罚，房屋被没收充公；不知情买主的房屋当局则免予处理。
近年，部分被充公的建筑产权被归还给个人业主。

## 小区特点
大西别墅的建筑均是砖木结构英式三层高级花园住宅，每幢占地约700平方米，窗户为钢制，以机平瓦铺装陡坡屋面。小区院内各处种植花木，浓荫蔽日。

## 微改造
因大西别墅小区居住空间局促、居民老龄化程度升高，公共空间捉襟见肘。2016年，上海市规划和国土资源管理局启动了“行走上海——城市空间微更新”计划，大西别墅小区改造计划位列其中。通过这一计划，城市设计师为小区新开辟了木质座椅、健身步道，优化了晒衣架布局，地面还用鹅卵石铺出了向阳花图案，改善了采光困难，提升了居民生活品质。

## 违章改建事件
2015年5月，大西别墅中有一栋楼被曝违章加盖了一层楼。据知情居民称，与改建前相比，建筑外部颜色、窗户数和位置发生了很大变化，彻底改变了原有的建筑风格；此外楼梯也从东西向改为南北向，原来的楼梯用料也被全部拆光。经长宁区房管局调查发现，改造时虽手续齐全，但有资质的改造企业却将工程交给在此从小长大的业主自行处理。虽然长宁区房管曾对业主做出提醒，但是业主对这栋房子很熟悉，按自己的意愿加入、修改了很多本不属于该楼房的结构，导致建筑的结构和风格被破坏。同济大学建筑与城市规划学院教授王伟强认为，优秀历史建筑不应被随意改建，应该要求业主恢复原貌。此外，他认为破坏历史建筑的罚款上限是50万元，尚不足以震慑此类违法行为，应修改优秀历史建筑的保护条例令破坏者倾家荡产。